# تيريل براندون
تيريل براندون (بالإنجليزية: Terrell Brandon)‏ مواليد 20 مايو 1970 في بورتلاند، هو لاعب كرة سلة أمريكي سابق بدأ مسيرته الاحترافية في سنة 1991 وحمل الرقم 11 و1 و7. يبلغ طوله 5 قدم 11 بوصة (1.8 م). اعتزل اللعب في 2002.

## روابط خارجية
- تيريل براندون على موقع إن بي أي (الإنجليزية)
- تيريل براندون على موقع سبورتس رفرنس (الإنجليزية)
- تيريل براندون على موقع كرة السلة الأوروبية.كوم (الإنجليزية)
- تيريل براندون على موقع كلية كرة السلة في سبورتس رفرنس.كوم (الإنجليزية)
- تيريل براندون على موقع ريلجم (الإنجليزية)
- تيريل براندون على موقع بروبوليرز (الإنجليزية)